# Эльхотовское сельское поселение
Эльхотовское се́льское поселе́ние — муниципальное образование в Кировском районе Северной Осетии Российской Федерации.
Административный центр — село Эльхотово.

## История
Статус и границы сельского поселения установлены Законом Республики Северная Осетия-Алания от 5 марта 2005 года № 15-рз «Об установлении границ муниципального образования Кировский район, наделении его статусом муниципального района, образовании в его составе муниципальных образований - сельских поселений и установлении их границ»

## Население
| 2002    | 2010    | 2011    | 2012    | 2013    | 2014    | 2015    |
| ------- | ------- | ------- | ------- | ------- | ------- | ------- |
| 12 208  | ↗12 626 | ↗12 633 | ↘12 595 | ↘12 575 | ↘12 517 | ↘12 501 |
| 2016    | 2017    | 2018    | 2019    | 2020    | 2021    | 2023    |
| ↗12 510 | ↘12 501 | ↘12 471 | ↗12 491 | ↘12 473 | ↗12 723 | ↘12 690 |
| 2024    | 2025    |         |         |         |         |         |
| ↗12 711 | ↘12 671 |         |         |         |         |         |

## Состав сельского поселения
| № | Населённый пункт | Тип населённого пункта       | Население |
| - | ---------------- | ---------------------------- | --------- |
| 1 | Эльхотово        | село, административный центр | ↘12 671   |